# Asian Football Confederation

Logo AFC

Lidstaten van de AFC weergegeven in roze

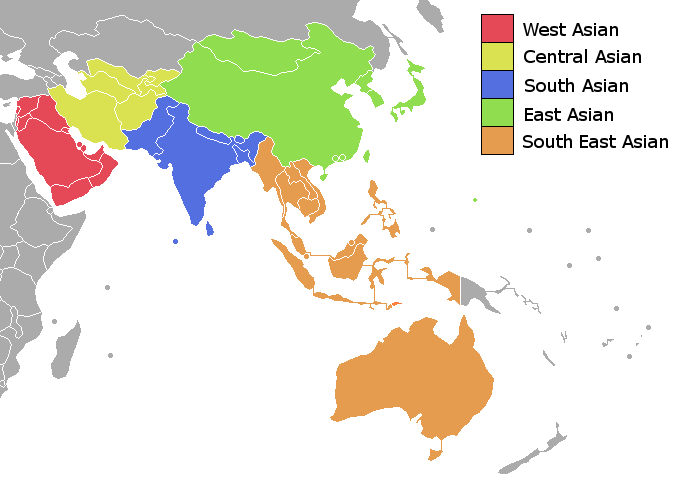
Kaart van de landen die lid zijn van de AFC

De Asian Football Confederation of AFC is de Aziatische voetbalbond. De AFC organiseert onder andere de AFC Champions League (vergelijkbaar met de UEFA Champions League), de AFC Cup (vergelijkbaar met de UEFA Europa League) en de AFC Asian Cup (vergelijkbaar met het Europees kampioenschap voetbal mannen). Het hoofdkantoor ligt in Maleisië en de voetbalbond is gesticht in 1954.
Israël, hoewel een van de stichtende leden, werd in 1974 uit de AFC gezet op initiatief van Koeweit. Sinds 1994 is het lid van de UEFA. Kazachstan maakte in 2002 eveneens de overstap naar de UEFA. Vanaf 1 januari 2006 is Australië het 46e lid van de AFC. Voorheen kwam dat land uit in de Oceania Football Confederation (OFC).

## Vijf regionale gebieden
Om praktische (financiële) en sportieve redenen (ontwikkeling bepaalde regio's) zijn de aangesloten landen onderverdeeld in vijf regionale gebieden. Elke regio kent vaak zijn eigen regionale federatie en regionale toernooien.

### West-Azië
De volgende landen zijn lid van de West Asian Football Federation (WAFF):
| - Bahrein - Irak - Jemen - Jordanië - Koeweit - Libanon | - Oman - Palestina - Qatar - Saoedi-Arabië - Syrië - Verenigde Arabische Emiraten |

Voor nationale elftallen organiseert de WAFF tweejaarlijks het WAFF Championship.

### Centraal-Azië
De volgende landen zijn lid van de Central Asian Football Association (CAFA):
| - Afghanistan - Iran - Kirgizië | - Oezbekistan - Tadzjikistan - Turkmenistan |

De CAFA werd in 2014 opgericht en onderzoekt de mogelijkheid voor het organiseren van een eerste CAFA Championship in 2016.

### Zuid-Azië
De volgende landen zijn lid van de South Asian Football Federation (SAFF):
| - Bangladesh - Bhutan - India - Malediven | - Nepal - Pakistan - Sri Lanka |

Voor nationale elftallen organiseert de SAFF tweejaarlijks het SAFF Championship.

### Zuidoost-Azië
De volgende landen zijn lid van de ASEAN Football Federation (AFF):
| - Australië - Brunei - Cambodja - Filipijnen - Indonesië - Laos | - Maleisië - Myanmar - Oost-Timor - Singapore - Thailand - Vietnam |

Voor nationale elftallen organiseert de AFF tweejaarlijks het AFF Championship. Tevens zal de bond vanaf 2016 een toernooi organiseren voor clubteams, de ASEAN Super League

### Oost-Azië
De volgende landen zijn lid van de East Asian Football Federation (EAFF):
| - China - Chinees Taipei - Guam - Hongkong - Japan | - Macau - Mongolië - Noordelijke Marianen1 - Noord-Korea - Zuid-Korea |

1 Geassocieerd lid van de AFC en geen FIFA-lid

Voor nationale elftallen organiseert de EAFF tweejaarlijks de EAFF East Asian Cup.